# Theridiosoma davisi
Espèce
Theridiosoma davisi est une espèce d'araignées aranéomorphes de la famille des Theridiosomatidae.

## Distribution
Cette espèce est endémique du Mexique.

## Description
La femelle holotype mesure 1,8 mm.

## Étymologie
Cette espèce est nommée en l'honneur de Louie Irby Davis.

## Publication originale
- Archer, 1953 : Studies in the orbweaving spiders (Argiopidae). 3. American Museum Novitates, no 1622, p. 1-27 (texte intégral).